# The Paybacks
The Paybacks sono un gruppo musicale rock di Detroit, Michigan. Nati nell'estate del 1999 dalla confluenza di diversi membri di precedenti gruppi della Motor City, i Paybacks cominciarono ad avere un riconoscimento internazionale nel 2001 grazie a Black Girl, inserita all'interno della compilation Sympathetic Sounds of Detroit curata da Jack White, chitarrista e cantante dei The White Stripes.. L'anno dopo sarebbe uscito il loro primo album.
La canzone dei Paybacks Just You Wait è stata inserita nel 2004 all'interno della colonna sonora del film The Last Ride di Guy Norman Bee.

## Formazione
Il gruppo ha visto succedersi, nel corso degli anni, diversi membri. All'album del 2002 essi erano:
- Wendy Case: chitarra e voce
- Marco Delicato: chitarra, backing vocals
- John Szymanski: basso, backing vocals
- Mike Latullipe: batteria, backing vocals

## Discografia
- Knock Loud, 2002, Get Hip Records
- Harder and Harder, 2004, Get Hip Records
- Love, Not Reason, 2006, Savage Jams